# Tours de Bologne

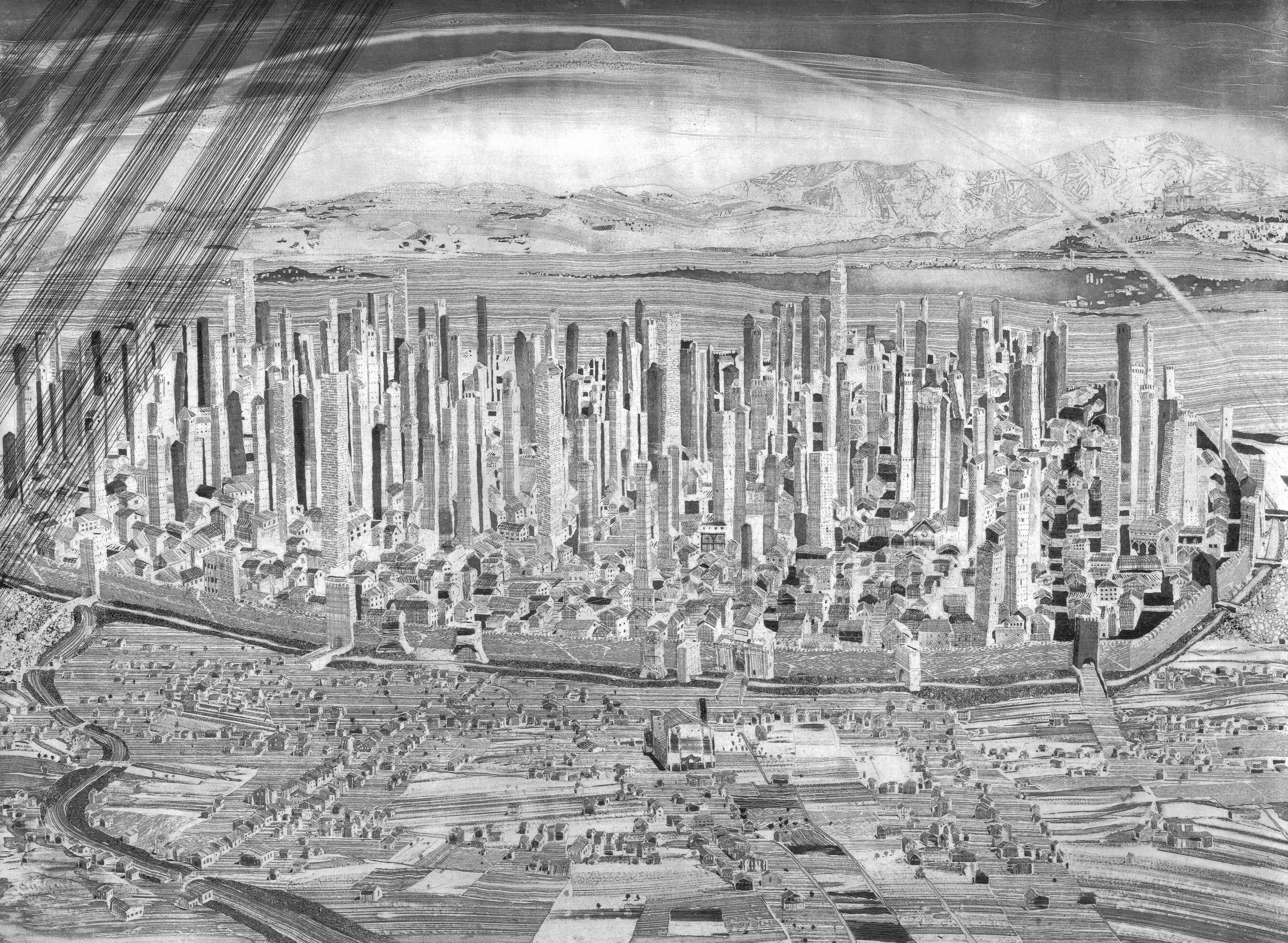
Représentation fantastique de la Bologne médiévale, à l'architecture constellée de tours (Toni Pecoraro, 2012).

Les tours de Bologne sont un ensemble de tours, structures architecturales militaires ou nobiliaires d'origine médiévale, érigées sur le territoire de Bologne, en Italie. Elles sont l'un des traits les plus caractéristiques de la ville.

## Caractéristiques

### Historique
Un grand nombre de tours sont érigées à Bologne aux XIIe et XIIIe siècles. Les raisons de ces constructions ne sont pas très claires ; on suppose que les familles les plus riches de la ville, lors de la période de la querelle des Investitures, les utilisent comme instruments de défense autant que comme symboles de pouvoir. La ville comporte également des maisons-tours, à utilisation principalement d'habitation (quoique parfois également défensive) ; elles sont moins élevées, comportent plus d'ouvertures, un plan généralement rectangulaire et des murs moins épais. La seconde enceinte (it) de Bologne comporte aussi des torresotti, fortifications érigées en lieu des portes au XIIe siècle.
Un grand nombre de tours sont abattues au cours du XIIIe siècle ; d'autres finissent par s'effondrer. Elles connaissent différents usages au cours des siècles suivants : prisons, beffrois, magasins, habitations. Les dernières démolitions ont lieu au XXe siècle, en même temps que la muraille du XIIIe siècle, lors d'un plan de restructuration urbain ambitieux : les tours Artenisi et Riccadonna, qui s'élèvent dans le marché central non loin des deux grandes tours Asinelli et Garisenda, sont démolies en 1919.
Les récentes tours construites dans le quartier San Donato (it), réalisations de l'architecte japonais Kenzō Tange, sont censées rappeler les traditions architecturales de la ville.

### Construction

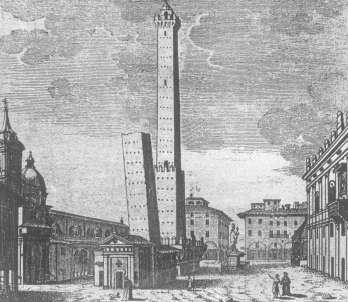
Les tours Asinelli et Garisenda en 1767.

La construction d'une tour est très onéreuse, malgré le recours au servage (servitù della gleba en italien), une forme de corvée, et prend un temps certain. Une tour haute de 60 m, par exemple, ne demande pas moins de trois à dix ans de travaux.
Les tours sont à plan carré, élevées sur des fondations tout au plus profondes de 5 à 10 m, consolidées par des pieux enfoncés dans le terrain couvert de cailloux et de chaux. La base de tour est construite à l'aide de gros blocs de sélénite, un gypse saccharoïde extrait du sous-sol de la ville et des collines environnantes, très induré, à grains jointifs plus gros que l'albâtre de Toscane qui en est proche (cette roche facilement taillée est très utilisée dans la région de Bologne jusqu'à une période proche ; elle n'est plus utilisée aujourd'hui qu'en ornementation ou en poudre colorée pour la marqueterie de pierre et la restauration de ce type de meuble). Le reste de la construction est élevé avec des murs plus minces, en procédant vers le haut, en maçonnerie de brique a sacco, c'est-à-dire avec un mur intérieur épais et un mur extérieur plus mince : la cavité, pour finir, est remplie de pierre et de malthe (un ciment de fortification fait de poix, cire, plâtre, graisse).
On laisse en général dans les murs extérieurs des trous de boulins pour soutenir d'éventuels échafaudages, ainsi que des trous de plus grandes dimensions destinés à recevoir les charpentes des parties élevées.

### Nombre

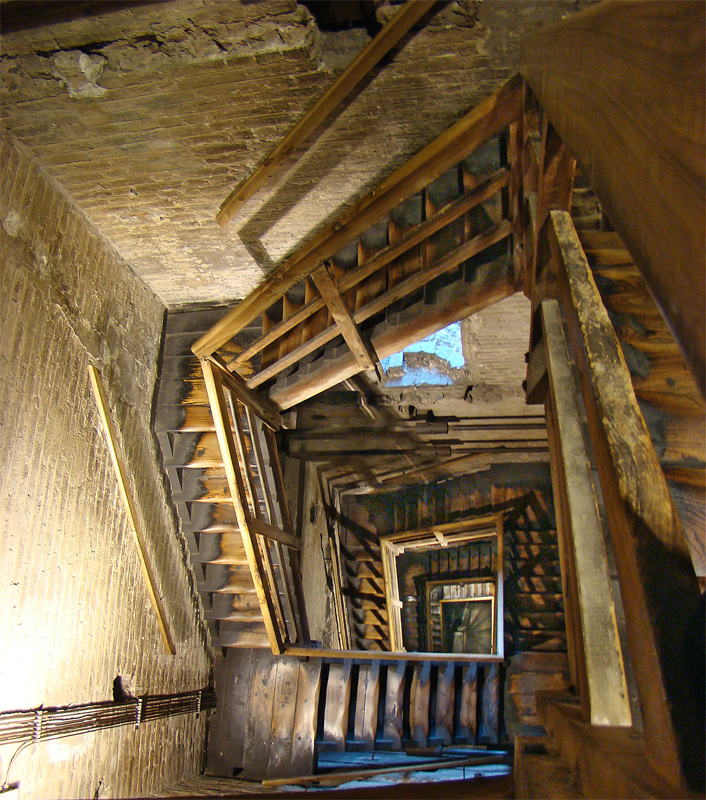
Escalier intérieur en bois de la tour Asinelli.

Un très grand nombre de tours ont été construites à Bologne. On a parfois parlé de 180 tours, mais cette estimation, qui repose sur une interprétation erronée d'actes notariés, est aujourd'hui considérée comme très excessive. Néanmoins, le nombre de tours qui constellait la ville avant les démolitions entreprises pour prévenir les effondrements suscite le débat.
Le premier à traiter des tours bolonaises est le comte Giovanni Gozzadini, sénateur du royaume d'Italie, qui écrit au XIXe siècle sur l'histoire de Bologne. Gozzadini fond principalement ses recherches sur les archives notariales : il en résulte le nombre extraordinaire de 180 tours, énorme si l'on considère la surface et les ressources de la ville médiévale. Des études plus récentes montrent que Gozzadini compte plusieurs fois les mêmes tours, qui changent souvent d'appellation avec leurs propriétaires successifs. L'estimation actuelle varie de 80 à 100 tours qui, du reste, ne sont pas toutes contemporaines.
De toutes ces tours, moins d'une vingtaine sont toujours debout au XXIe siècle, comme les deux tours jumelles Asinelli (97 m de hauteur) et Garisenda (48 m), ou les tours Azzoguidi (54,80 m), Prendiparte (60 m), Scappi (39 m), Uguzzoni (32 m), Guidozagni et Galluzzi.

## Tours jumelles

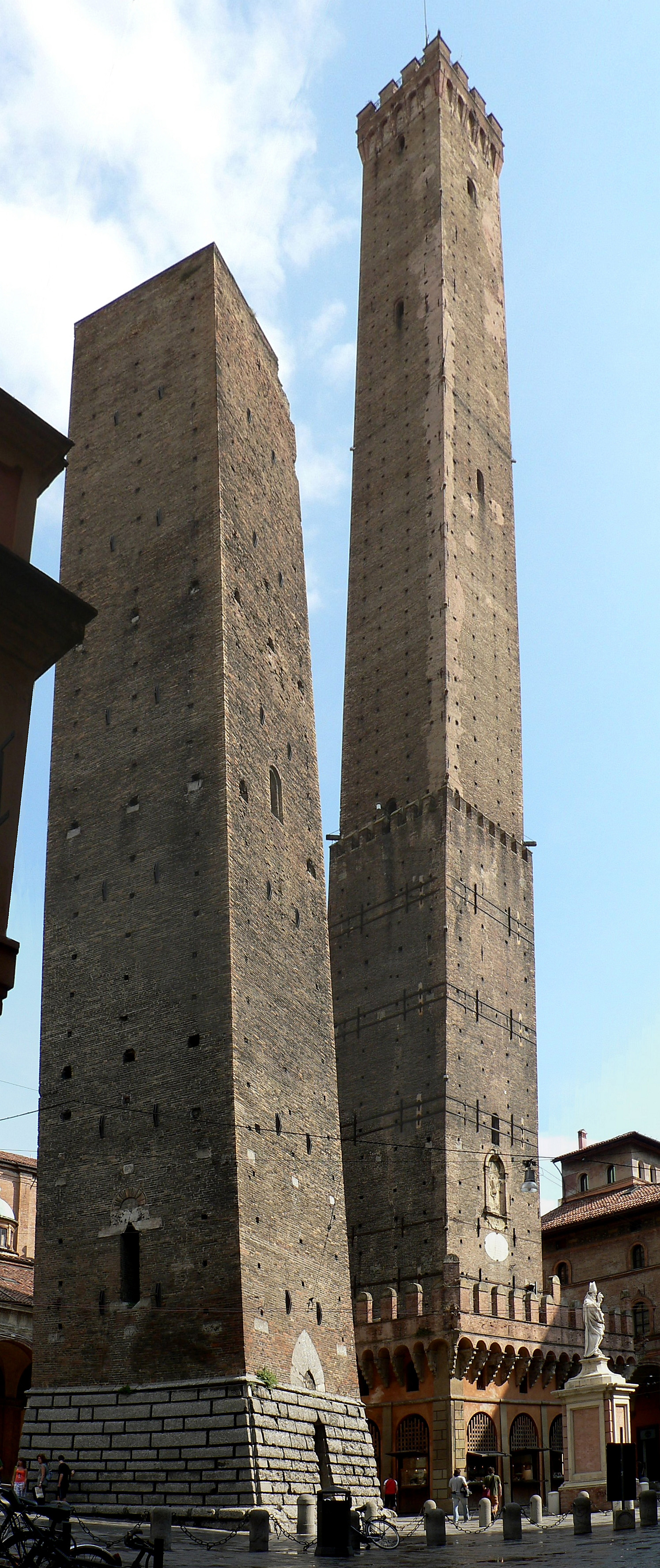
Les deux tours jumelles : Garisenda à gauche, Asinelli à droite.

### Généralités
Les tours jumelles, symbole de la ville de Bologne, toutes deux penchées, sont situées au croisement des rues qui menaient aux cinq portes des anciennes murailles (« mur des Torresotti »). 
Les noms d'Asinelli, pour la plus grande, et de Garisenda, pour la plus petite, dérivent de ceux des familles auxquelles on a traditionnellement attribué la construction des tours, entre 1109 et 1119. En réalité, le premier document citant les Asinelli, par exemple, ne remonte qu'à 1185, presque 70 ans après la date présumée de la construction.

### Tour Asinelli
La tour Asinelli est la plus haute tour de Bologne, culminant à 97,2 m. On peut toutefois supposer, au simple examen de la maçonnerie, qu'elle s'élevait à l'origine à une soixantaine de mètres, puis que sa hauteur a graduellement été portée jusqu'à sa valeur actuelle. Elle possède un déport de 2,2 m, soit une inclinaison de 1,3°. Elle comporte un escalier interne en bois de 498 marches, qui fut achevé en 1684.
La tour a été érigée entre 1109 et 1119. Elle survit à un incendie grave en 1185. La commune en devient propriétaire au XIVe siècle et l'utilise comme fortin et comme prison. À cette époque est ajoutée une passerelle de bois juchée à une trentaine de mètres, l'unissant à la tour Garisenda ; cette passerelle fut détruite par un incendie en 1398. On prétend que cette construction a été voulue par Jean Visconti, duc de Milan, qui a pris le pouvoir à Bologne et désire tenir à l'œil le turbulent marché central — aujourd'hui rue Rizzoli — et prévenir d'éventuelles révoltes.
Les savants Giovanni Battista Riccioli (en 1640) et Giovanni Battista Guglielmini (en) (au XVIIIe siècle), ont utilisé la tour pour effectuer des expériences sur la chute des corps et la rotation de la Terre. Un paratonnerre fut installé en 1824. Pendant la Seconde Guerre mondiale, entre 1943 et 1945, la tour est utilisée pour des fonctions de repérage : quatre volontaires se postent au sommet de la tour pendant les bombardements alliés afin de diriger les secours vers les endroits frappés par les bombes. Plus récemment, la tour Asinelli a supporté un émetteur de télévision de la RAI.

### Tour Garisenda
La tour Garisenda est haute de 48 m. Elle est fortement penchée et présente un déport de 3,2 m, soit une inclinaison de 3,8° (à titre de comparaison, l'inclinaison de la tour de Pise atteint 5,6° en 1993). À l'origine, elle mesure environ 60 m : elle est tronquée au XIVe siècle à la suite d'un affaissement du terrain qui menace de la faire s'écrouler.
Elle est acquise au XVe siècle par la confrérie des drapiers, qui la conserve jusqu'à ce qu'elle devienne propriété communale, à la fin du XIXe siècle.
Dante Alighieri cite la tour Garisenda dans les vers 136-140 du chant XXXI de l'Enfer de la Divine Comédie. Une plaque en marbre sur laquelle ont été gravés les vers du poète se trouve sur le mur oriental de la tour.

### Restauration
La maçonnerie externe de la tour Garisenda a été restaurée entre 1998 et 2000, en même temps que des travaux de consolidation.
La Rocchetta, fortin formant la base de la tour Asinelli, a été restaurée en 1998.

## Liste

### Tours
Les tours encore debout sont les suivantes :
- Torre Accursi ou torre dell'orologio, piazza Maggiore (44° 29′ 37″ N, 11° 20′ 32″ E)
- Torre Agresti, piazza Galileo (44° 29′ 37″ N, 11° 20′ 28″ E)
- Torre Alberici, via Santo Stefano, piazza della Mercanzia (44° 29′ 37″ N, 11° 20′ 49″ E)
- Torre dell'Arengo, piazza Maggiore (44° 29′ 39″ N, 11° 20′ 36″ E)
- Torre Asinelli, piazza di Porta Ravegnana, 82 (44° 29′ 39″ N, 11° 20′ 48″ E)
- Torre Azzoguidi ou Altabella, via Altabella, 7 (44° 29′ 43″ N, 11° 20′ 39″ E)
- Torre Bertolotti-Clarissimi, via Luigi Carlo Farini, 11 (44° 29′ 29″ N, 11° 20′ 46″ E)
- Torre Carrari, via Marchesana (44° 29′ 34″ N, 11° 20′ 42″ E)
- Torre Catalani, vicolo Spirito Santo (44° 29′ 32″ N, 11° 20′ 26″ E)
- Torre Conoscenti, via Manzoni, 6, dans la cour du musée civique médiéval (44° 29′ 47″ N, 11° 20′ 31″ E)
- Torre Galluzzi, corte Galluzzi (44° 29′ 31″ N, 11° 20′ 32″ E)
- Torre Garisenda, piazza di Porta Ravegnana (44° 29′ 39″ N, 11° 20′ 48″ E)
- Torre Ghisilieri, via Nazario Sauro (44° 29′ 46″ N, 11° 20′ 22″ E)
- Torre Guidozagni, via Albiroli 1-3 (44° 29′ 46″ N, 11° 20′ 42″ E)
- Torre Lambertini, piazza Re Enzo (44° 29′ 40″ N, 11° 20′ 37″ E)
- Torre Lapi, via IV Novembre (44° 29′ 38″ N, 11° 20′ 28″ E)
- Torre Oseletti, strada Maggiore, 34-36 (44° 29′ 34″ N, 11° 21′ 02″ E)
- Torre Prendiparte ou Coronata, via S. Alò, 7 (44° 29′ 46″ N, 11° 20′ 41″ E)
- Torre Scappi, via dell'Indipendenza, 1 (44° 29′ 43″ N, 11° 20′ 34″ E)
- Torre Toschi, piazza Minghetti, derrière la casa Policardi (44° 29′ 31″ N, 11° 20′ 42″ E)
- Torre Uguzzoni, vicolo Mandria, 1 (44° 29′ 47″ N, 11° 20′ 47″ E)

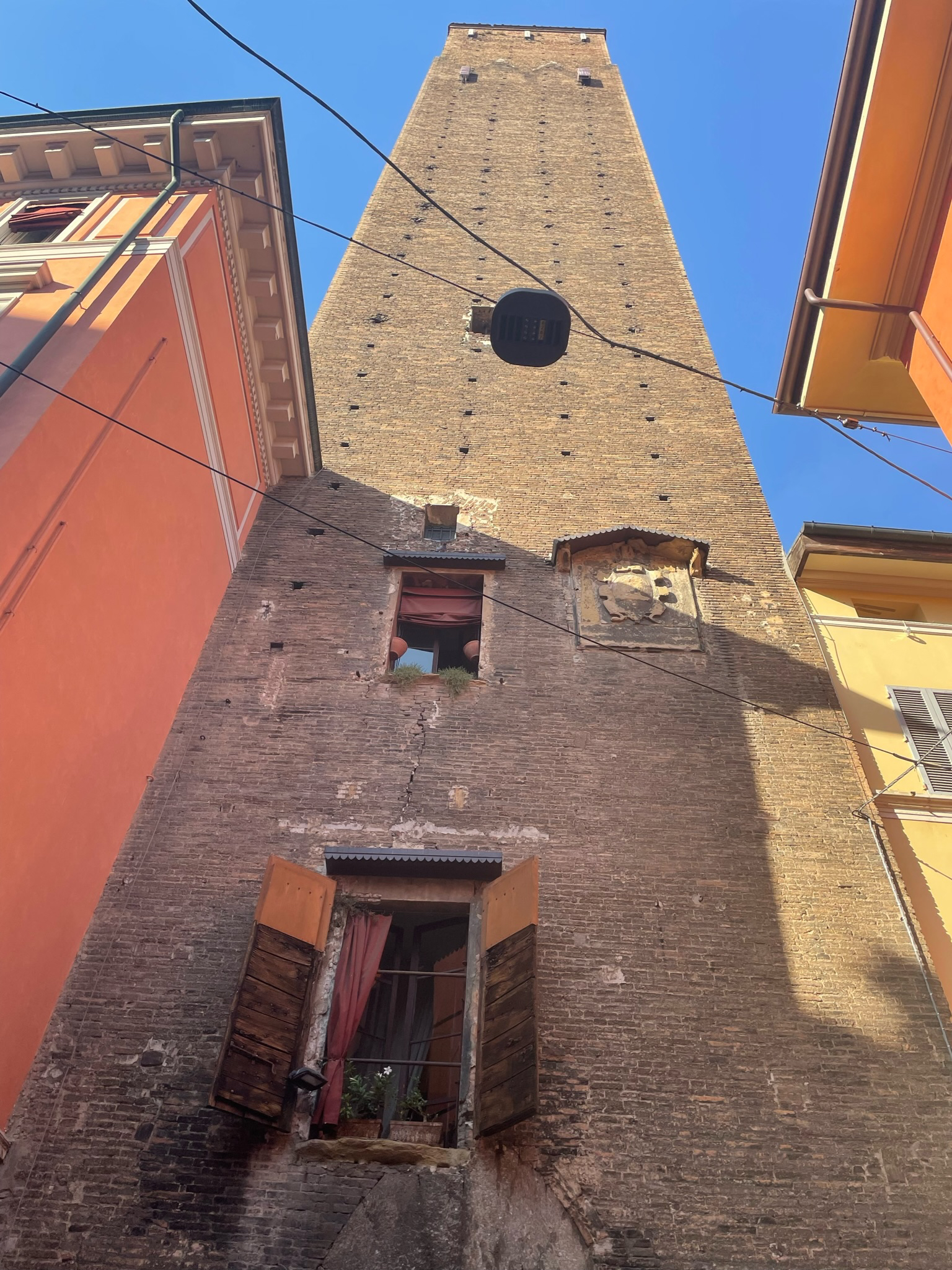
Tour Azzoguidi.
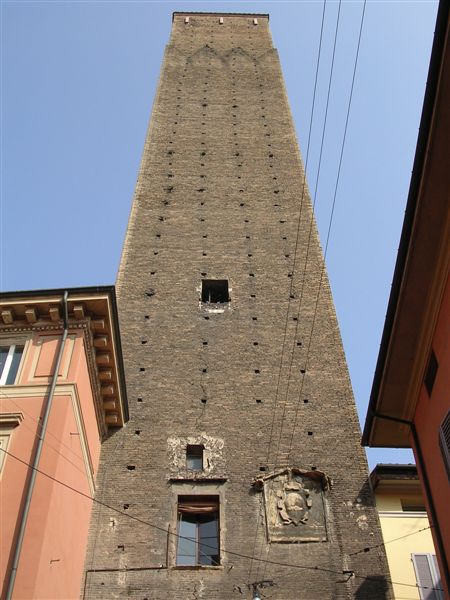
Tour Prendiparte (tour Couronnée).

### Torresotti
En plus des tours subsistent quelques torresotti, passages ménagés sous les portes de la seconde muraille de la ville (le mur des Torresotti ou des Mille), élevée au XIIe siècle et actuellement presque entièrement abattue :
- Torresotto de Castiglione (torresotto di Castiglione), via Castiglione, 47 (44° 29′ 18″ N, 11° 20′ 52″ E)
- Torresotto de la Porta Nuova (torresotto di Porta Nuova) ou du Pratello (torresotto del Pratello), via Porta Nova et via Mario Finzi (44° 29′ 40″ N, 11° 20′ 12″ E)
- Torresotto des Piella (torresotto dei Piella), de la Porte Govese (Porta Govese) ou du Marché (del Mercato), via Piella et via Bertiera (44° 29′ 54″ N, 11° 20′ 43″ E)
- Torresotto de San Vitale (torresotto di San Vitale), via San Vitale, 56 (44° 29′ 39″ N, 11° 21′ 06″ E)

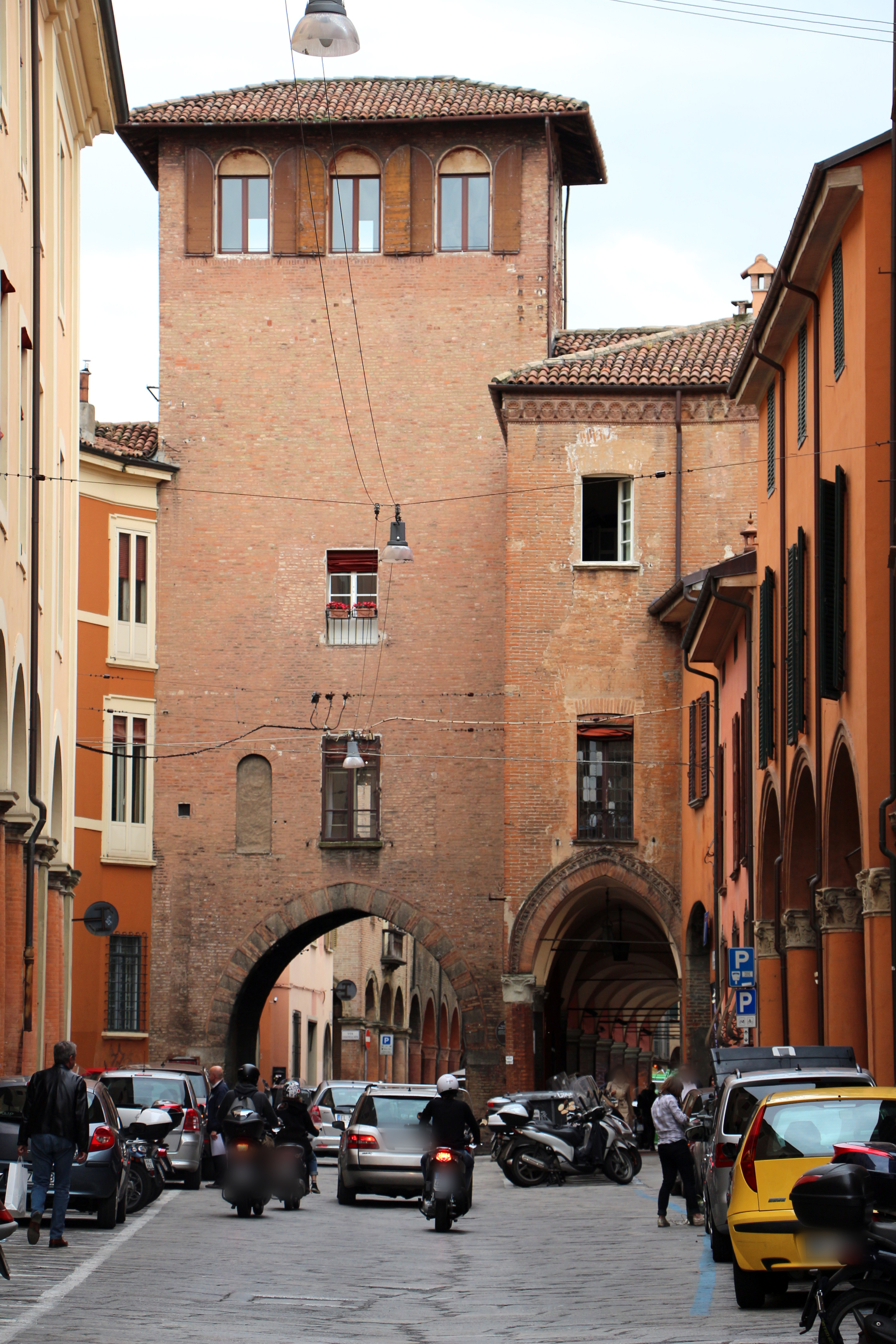
Torresotto sous la tour de la via Castiglione.
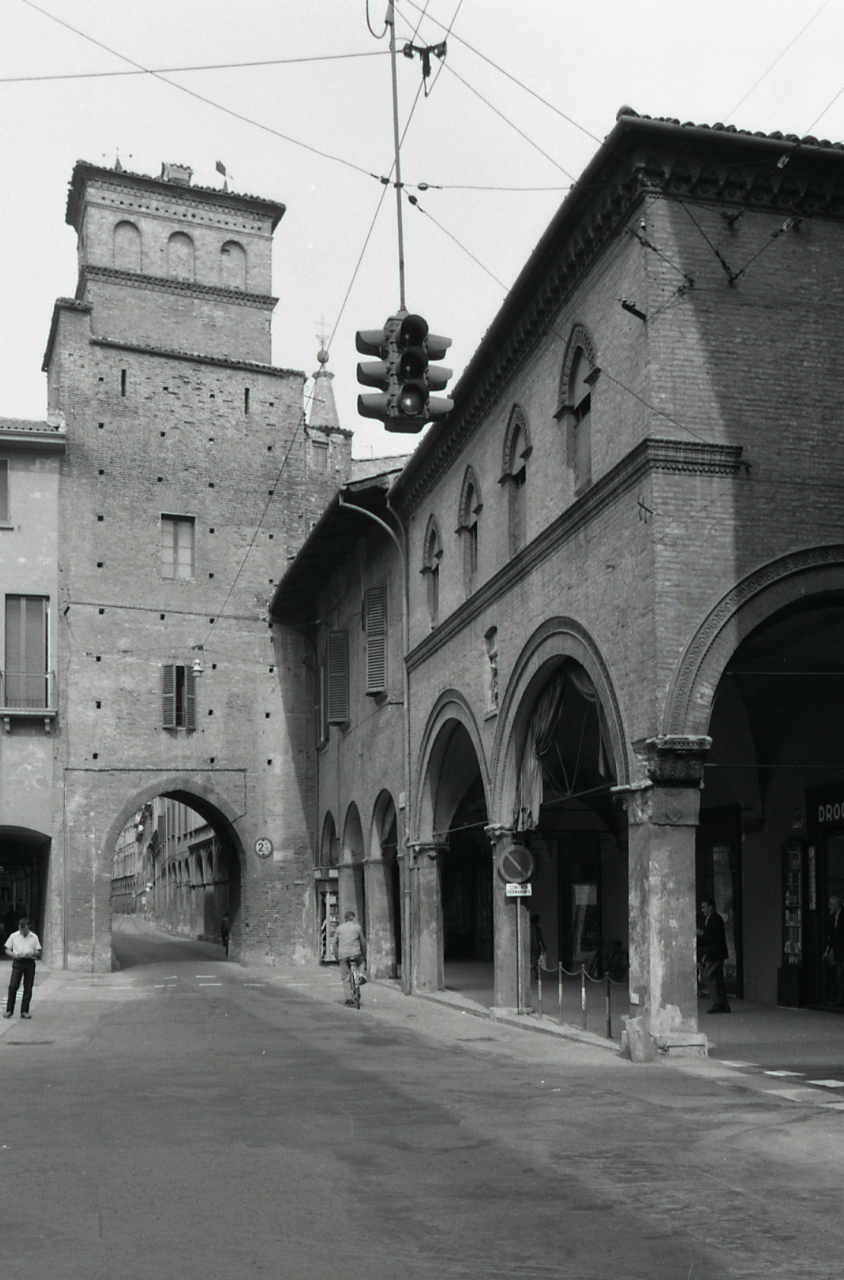
Torresotto de San Vitale, photo par Paolo Monti.